# Liothrips caryae
Liothrips caryae är en insektsart som först beskrevs av Fitch 1856.  Liothrips caryae ingår i släktet Liothrips och familjen rörtripsar. Inga underarter finns listade i Catalogue of Life.